# (33718) 1999 LZ26
1999 LZ26 (asteroide 33718) é um asteroide da cintura principal. Possui uma excentricidade de 0.18714750 e uma inclinação de 14.77481º.
Este asteroide foi descoberto no dia 9 de junho de 1999 por LINEAR em Socorro.